# جایزه اسکار بهترین داستان

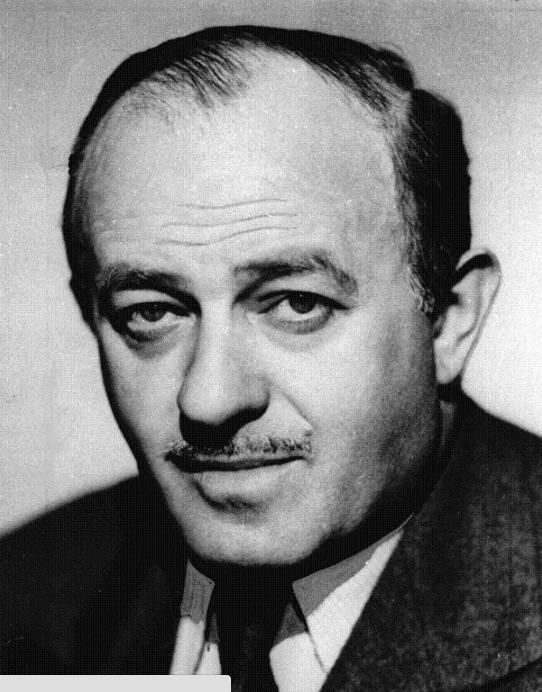
ben hetch

جایزه اسکار بهترین داستان (انگلیسی: Academy Award for Best Story) جایزه‌ای است که از ابتدای برگزاری جایزه اسکار از سوی آکادمی علوم و هنرهای سینما به بهترین داستان اهدا می‌شد. این جایزه در سال ۱۹۵۷ با جایزه اسکار بهترین فیلم‌نامه غیراقتباسی جایگزین شد.